# Diecéze Bruggy
Diecéze Bruggy (latinsky Dioecesis Brugensis) je římskokatolická diecéze na území Belgie se sídlem v Bruggách, která je sufragánní vůči arcidiecézi mechelensko-bruselské. Pod její teritoriální jurisdikcí se nachází belgická provincie Západní Flandry.

## Historie
V 16. století, v době pronikání protestantské reformy, církevní organizace španělského Nizozemí doznala radikální změnu. Papež Pavel IV. v roce 1559 zřídil 14 nových diecézí začleněných spolu se čtyřmi již existujícími do tří církevních provincií (Mechelen, Cambrais a Utrecht), mezi nimi i diecézi v Bruggách, která se stala sufragánní vůči arcidiecézi mechelenské. V roce 1561 papež Pius IV. přesně definoval hranice diecéze, její rozdělení na děkanáty a farnosti. Nová diecéze dostala teritorium z valné části původně náležející k diecézi Tournai. V důsledku konkordátu s Napoleonem byla v roce 1801 bruggská diecéze zrušena a její  teritorium začleněno do diecéze Gent. V roce 1827 papež Lev XII. rozhodl o obnově diecéze v Bruggách, ale v důsledku opotice kalvinistů a liberálních katolíků k obnovení došlo fakticky až v roce 1834, po belgické revoluci.